# Cyaneidae
Cyaneidae is een familie van schijfkwallen en bevat de volgende geslachten:

## Geslachten
- Cyanea Péron & Lesueur, 1810
- Desmonema Agassiz, 1862

Aanvankelijk werd het geslacht Drymonema ook tot deze familie gerekend, maar is later ondergebracht in de nieuwe familie Drymonematidae.

## Afbeeldingen

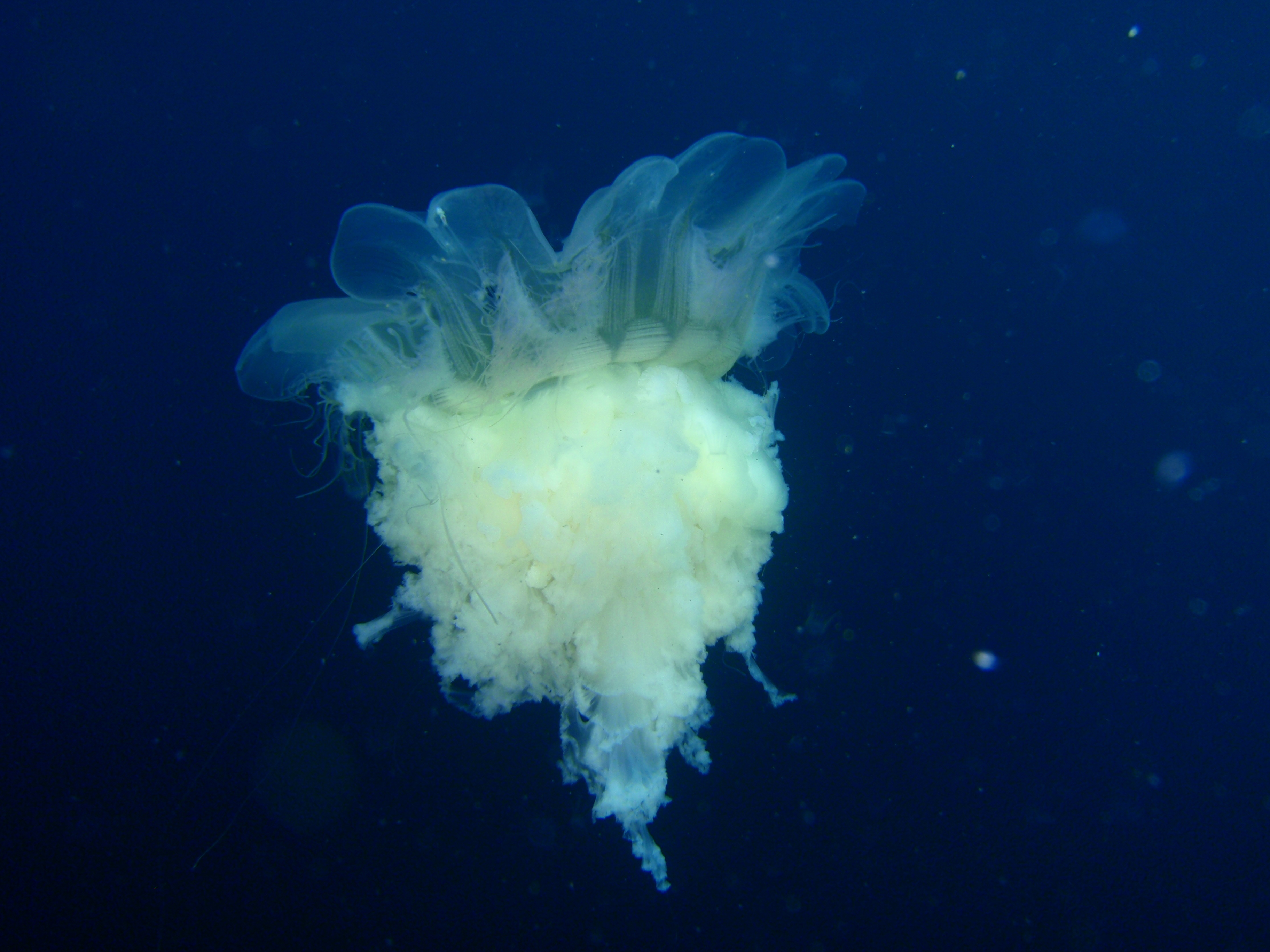
Cyanea annaskala
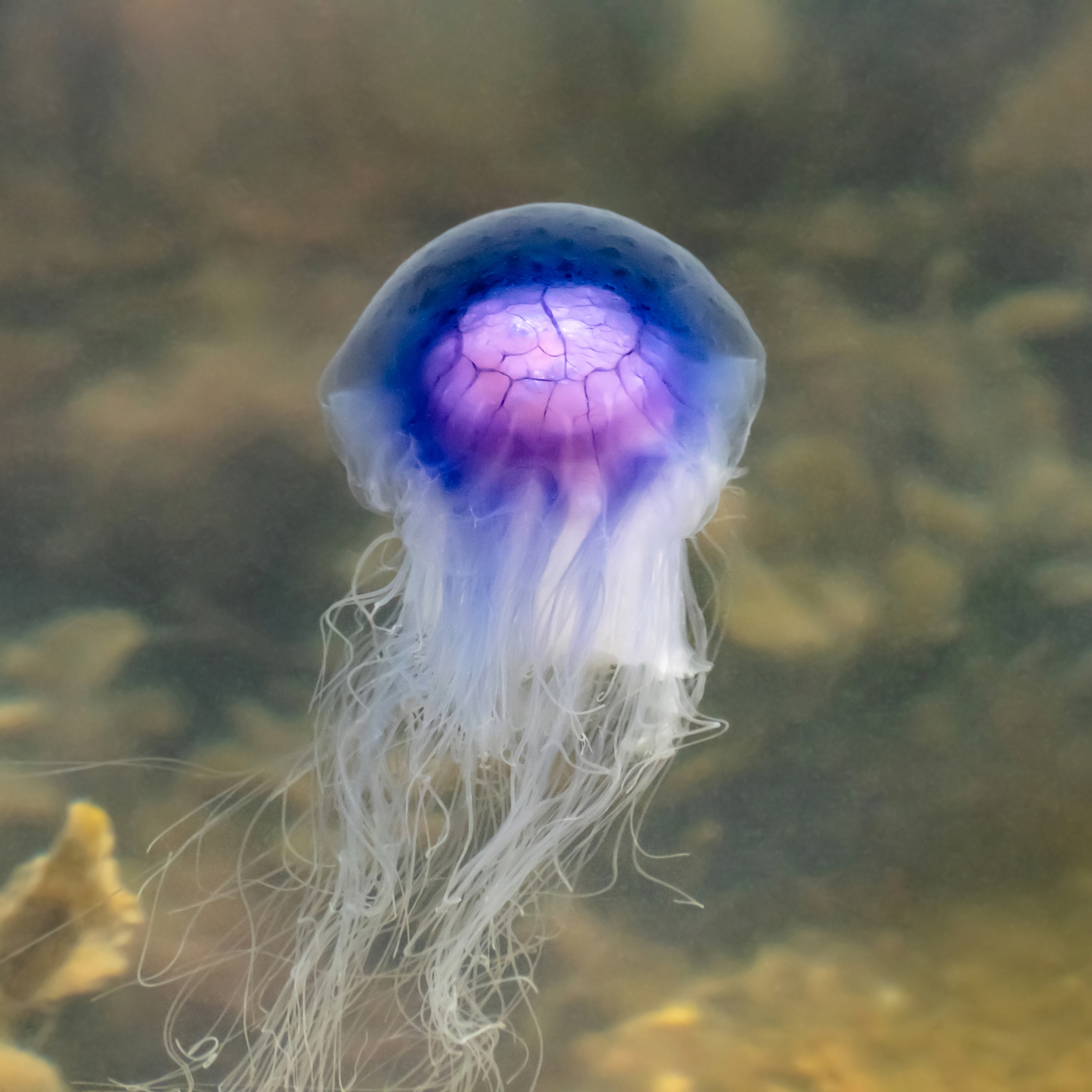
Blauwe haarkwal (Cyanea lamarckii)
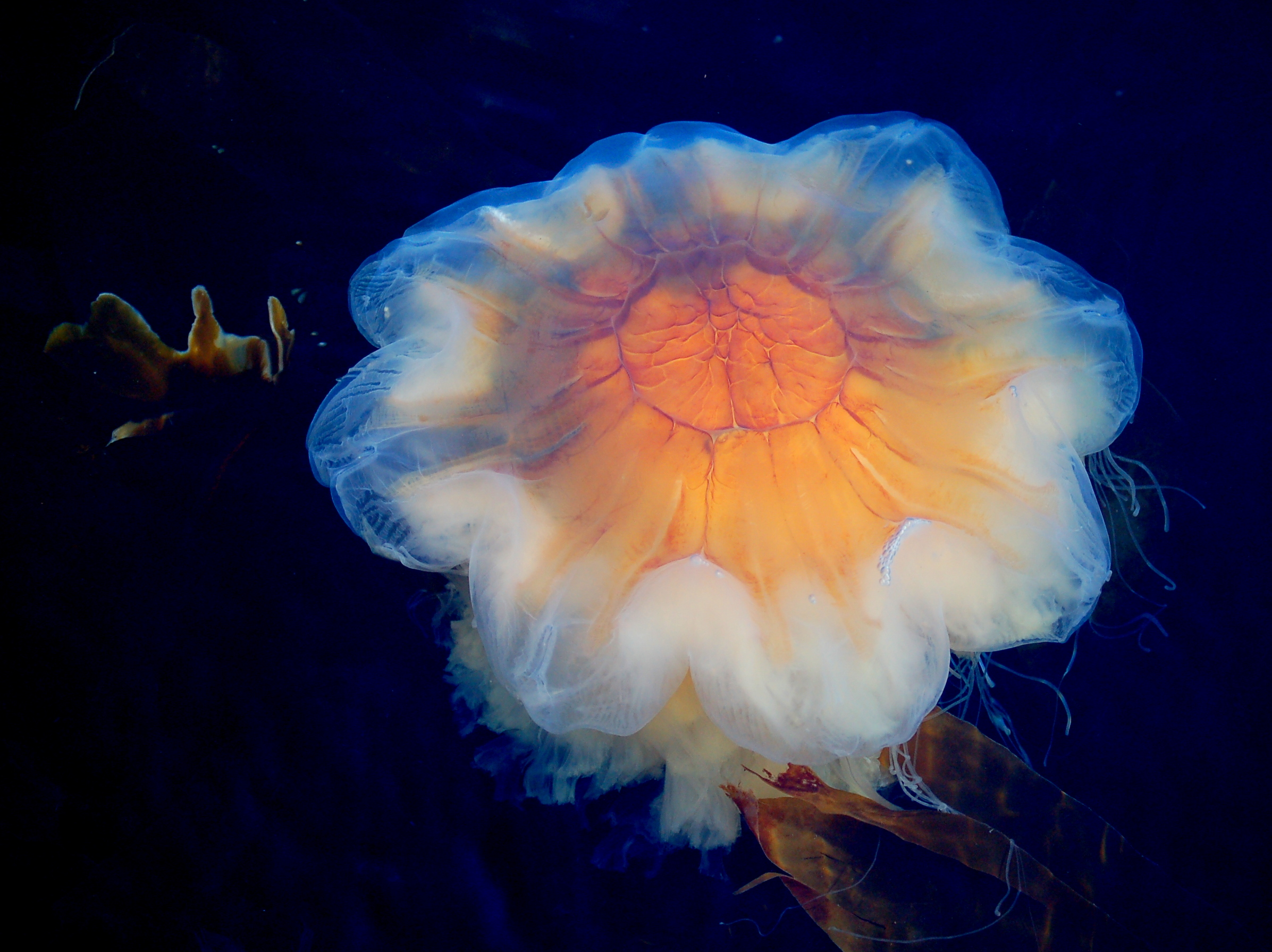
Gele haarkwal (Cyanea capillata)